# Miniature Card

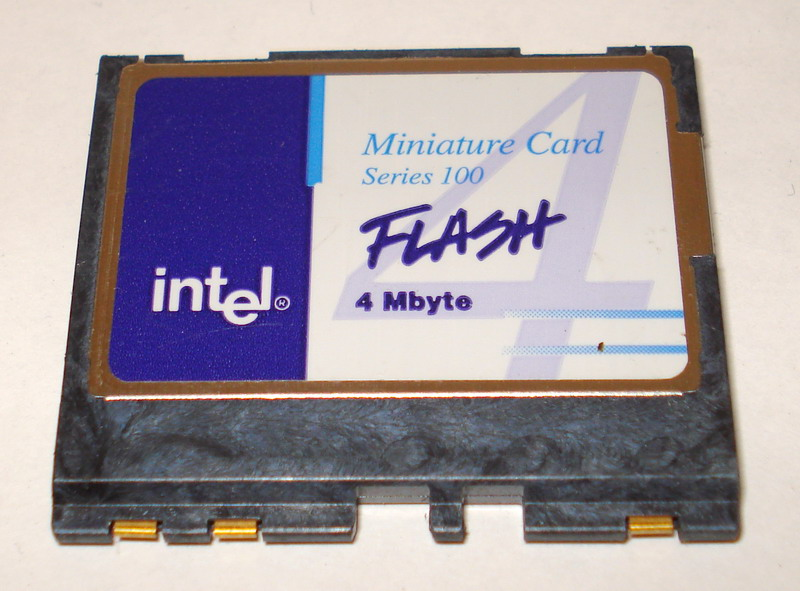
Miniature Card

Miniature Card (или MiniCard) — стандарт флэш-памяти или карты памяти SRAM, впервые представленный Intel в 1995 году. Эта карта была поддержана Advanced Micro Devices, Fujitsu и Sharp Electronics. В данный момент карты больше не производятся. Форум разработчиков миниатюрных карт (MCIF) продвигал этот стандарт для бытовой электроники, такой как карманные компьютеры, цифровые аудиомагнитофоны, цифровые камеры и ранние смартфоны. Миниатюрная карта имеет толщину 37 × 45 × 3,5 мм и может иметь устройства на обеих сторонах подложки. Его 60-контактный разъём представлял собой подмножество PCMCIA, предназначенное только для памяти, и имел 16-разрядную шину данных и 24-разрядную адресную шину с сигналом 3,3 или 5 Вольт. Миниатюрные карты поддерживают Информационную структуру атрибутов (AIS) в EEPROM идентификации I²C.
Формат Miniature Card конкурировал с картами SmartMedia и CompactFlash, также выпущенными в середине 1990-х годов, и более ранними, более крупными картами PC Type I. В конечном счёте, карты CompactFlash и SmartMedia были более успешными на рынке бытовой электроники.
Philips Velo 500 и CISCO 800 и 1700 использовали миниатюрные карты.